# Ginásio Clube Português
O Ginásio Clube Português (GCP) ComC • MHIH • ComB • GOIP • MHCa é um clube vanguardista com uma tradição de 140 anos, sendo pioneiro no conceito de clube com finalidades desportivas, sociais e culturais. 
Tendo por missão "o bem-estar do sócio" e para fazer jus à mesma, apresenta um conjunto alargado de mais de 50 actividades que possibilitam a prática de actividade física dos 0 aos 90 anos. 
Aos mais novos oferece tanto actividades desportivas como formativas bastante diversificadas como, por exemplo, Baby Gym, Ginástica, Natação, Judo, Esgrima, Dança, entre outras. Para os adultos e seniores disponibiliza uma moderna Sala de Exercício e mais de 500 Aulas de Grupo por semana.

## Localização
As suas instalações estão sediadas na Praça Ginásio Clube Português Nº1, junto à Rua das Amoreiras, e as piscinas encontram-se localizadas na Rua Correia Teles Nº 103A em Campo de Ourique.
Esta Praça tinha o antigo nome de Praça das Águas Livres, tendo recebido a actual toponímia a 10 de Agosto de 1981.

## Distinções
O Ginásio Clube Português é detentor das seguintes distinções: 

- Taça Fearnley
- Taça Olímpica
- Colar de Honra ao Mérito Desportivo
- Colar de Valor, Mérito e Bons Serviços da Federação de Ginástica de Portugal
- Comendador da Ordem Militar de Cristo (27 de Outubro de 1934)[2]
- Grande-Oficial da Ordem da Instrução Pública (20 de Maio de 1935)[2]
- Comendador da Ordem de Benemerência (27 de Março de 1945)[2]
- Medalha de Honra de Mérito Desportivo
- Medalha de Ouro da Cidade de Lisboa
- Medalha de Ouro da Federação Portuguesa Col. Cultura e Recreio
- Membro-Honorário da Ordem do Infante D. Henrique (3 de Julho de 1975)[2]
- Sócio de Mérito da Federação de Ginástica de Portugal
- Membro-Honorário da Ordem de Camões (2 de abril de 2025)[2]